# Inspection générale des affaires étrangères
L'inspection générale des affaires étrangères (IGAE) est le service d'inspection du ministère des Affaires étrangères en France.
Ce service est créé en 1979, en remplacement de l'inspection des postes diplomatiques et consulaires (IPDC), créée en 1920,,, et devenue en 1934 l'inspection générale des postes diplomatiques et consulaires (IGPDC).
Elle siège actuellement avec d'autres services du ministère dans l'ancien siège de l'Imprimerie nationale, au 27, rue de la Convention, dans le 15e arrondissement de Paris. Elle a siégé auparavant rue La Pérouse, dans le 16e arrondissement, ainsi qu'au quai d'Orsay, siège du ministère.

## Liste des inspecteurs généraux

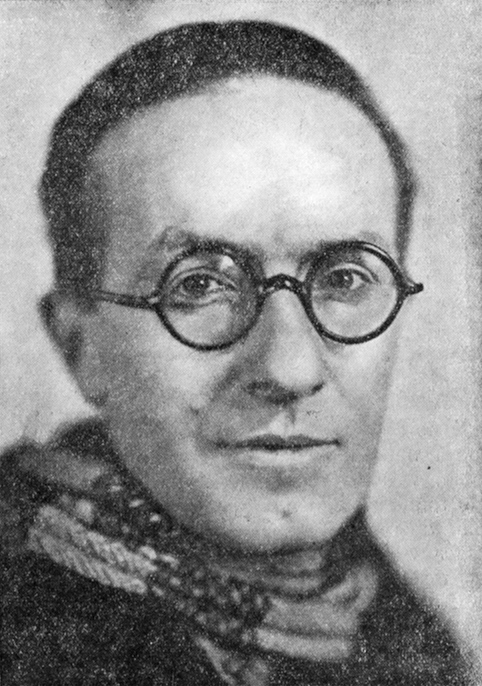
Jean Giraudoux, resté célèbre comme homme de lettres, a également eu une carrière diplomatique, au cours de laquelle il a été inspecteur général des postes diplomatiques et consulaires de 1934 à 1941.

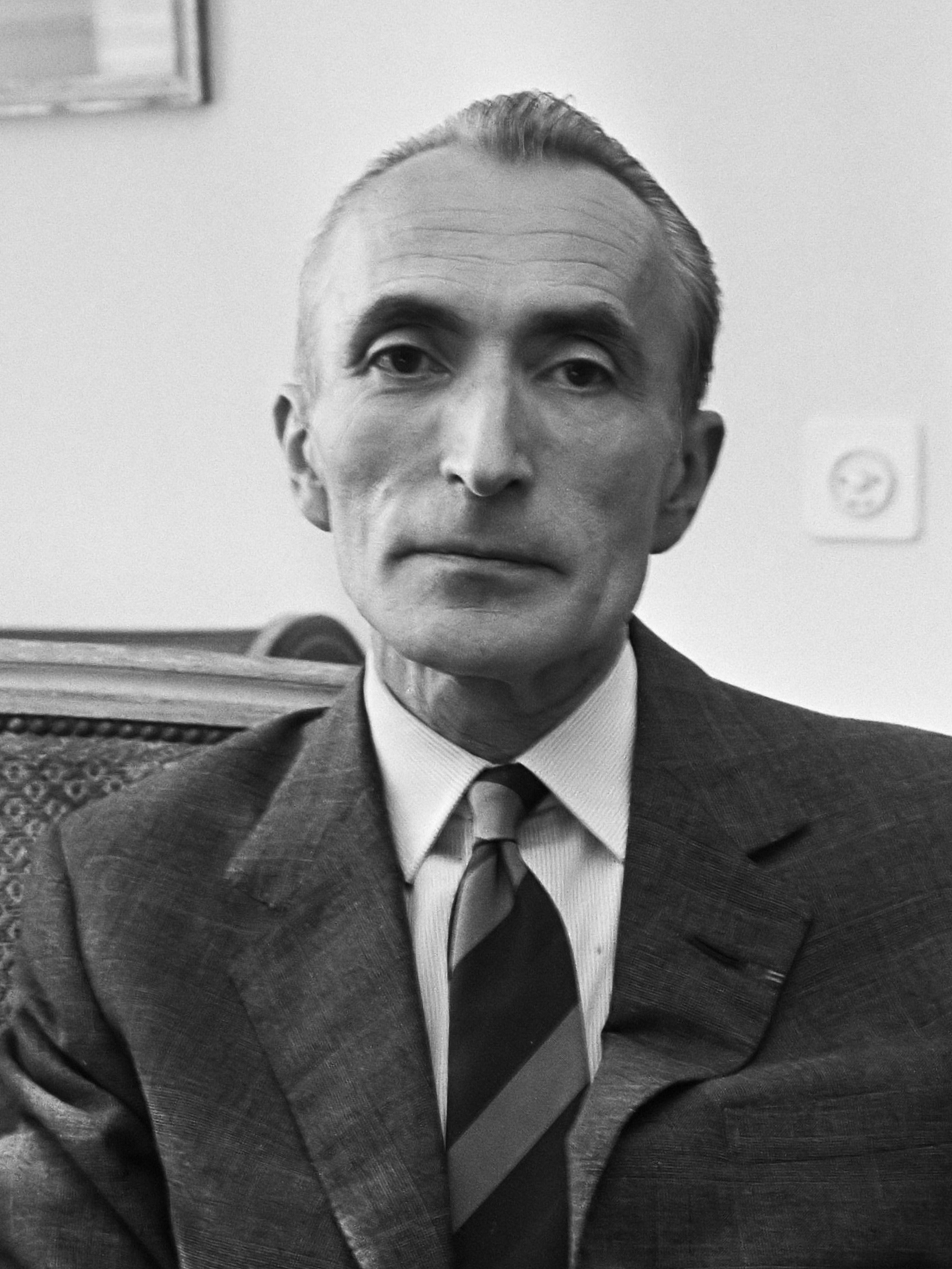
Jacques Senard a été le premier inspecteur général des affaires étrangères, de 1979 à 1981.

L'inspection générale des affaires étrangères est dirigée par un inspecteur général choisi parmi les ministres plénipotentiaires et nommé par décret en Conseil des ministres. Les inspecteurs généraux ont été successivement :
| Inspecteur                                                           | Décret de nomination                                       | Décret de nomination                                       |
| Inspecteurs des postes diplomatiques et consulaires (IPDC)           | Inspecteurs des postes diplomatiques et consulaires (IPDC) | Inspecteurs des postes diplomatiques et consulaires (IPDC) |
| -------------------------------------------------------------------- | ---------------------------------------------------------- | ---------------------------------------------------------- |
| Fernand-Édouard-Auguste Gaussen                                      | 31 décembre 1920                                           | [ a ]                                                      |
| Louis Frédéric Clément-Simon (de)                                    | 15 janvier 1924                                            | [ b ]                                                      |
| Rodolphe-Alfred-Marcel Vignon                                        | 10 juin 1924                                               | [ c ]                                                      |
| de Lacroix[Qui ?]                                                    | 25 octobre 1924                                            | [ d ]                                                      |
| François Charles-Roux                                                | 21 novembre 1924                                           | [ e ]                                                      |
| Pierre-Marie-Albert Pingaud                                          |                                                            |                                                            |
| Henri Samalens                                                       | 31 décembre 1926                                           | [ f ]                                                      |
| Xavier de Laforcade                                                  | 1er avril 1931                                             | [ g ]                                                      |
| Inspecteurs généraux des postes diplomatiques et consulaires (IGPDC) |                                                            |                                                            |
| Jean Giraudoux                                                       | 1er juillet 1934                                           | [ h ]                                                      |
| Yves Méric de Bellefon (d)                                           | 1er mai 1941                                               | [ i ]                                                      |
| ?                                                                    | 1942                                                       |                                                            |
| Jean-Paul Garnier                                                    | octobre 1946                                               |                                                            |
| Achille Clarac                                                       | 15 novembre 1947                                           | [ j ]                                                      |
| Albert Lamarle (d)                                                   | 20 avril 1950                                              | [ k ]                                                      |
| Louis de Guiringaud                                                  | 15 janvier 1964                                            | [ l ]                                                      |
| Jean-Marie Soutou                                                    | 13 avril 1966                                              | [ m ]                                                      |
| Jean Basdevant (d)                                                   | 15 novembre 1971                                           | [ n ]                                                      |
| Jacques Viot (en)                                                    | 20 juin 1977                                               | [ o ]                                                      |
| Jacques Senard                                                       | 27 août 1979                                               | [ p ]                                                      |
| Inspecteurs généraux des affaires étrangères (IGAE)                  |                                                            |                                                            |
| Jacques Senard                                                       | 19 novembre 1979                                           | [ q ]                                                      |
| Jean-Paul Anglès                                                     | 12 mai 1981                                                | [ r ]                                                      |
| Jacques Viot (en)                                                    | 27 octobre 1981                                            | [ s ]                                                      |
| Jean Meadmore (d)                                                    | 5 décembre 1984                                            | [ t ]                                                      |
| Pierre Rocalve (d)                                                   | 25 février 1987                                            | [ u ]                                                      |
| Jacques Bernière                                                     | 16 mars 1992                                               | [ v ]                                                      |
| Loïc Hennekinne                                                      | 5 octobre 1993                                             | [ w ]                                                      |
| Daniel Contenay (de)                                                 | 19 décembre 1996                                           | [ x ]                                                      |
| Daniel Contenay (de)                                                 | 16 décembre 1998                                           | [ y ]                                                      |
| Daniel Jouanneau                                                     | 16 décembre 1999                                           | [ z ]                                                      |
| Daniel Lequertier                                                    | 16 juillet 2004                                            | [ aa ]                                                     |
| Richard Duqué (tr)                                                   | 13 juin 2008                                               | [ ab ]                                                     |
| Xavier Driencourt                                                    | 22 mars 2012                                               | [ ac ]                                                     |
| Maryse Bossière                                                      | 12 juillet 2017                                            | [ ad ]                                                     |
| Kareen Rispal (en)                                                   | 23 février 2022                                            | [ ae ]                                                     |